# 利恰尼
50°39′44″N 25°48′57″E / 50.66222°N 25.81583°E
利恰尼（烏克蘭語：Личани），是烏克蘭的村落，位於該國西部沃倫州，由盧茨克區負責管轄，始建於1577年，面積2.41平方公里，海拔高度231米，2001年人口446，人口密度每平方公里185.37人。